# Benito Juárez (Guerrero)
Benito Juárez è una municipalità dello stato di Guerrero, nel Messico, il cui capoluogo è la città di San Jerónimo de Juárez.
La municipalità conta 15.318 abitanti (2015) e ha un'estensione di 274,71 km².
La città deve il suo nome a Benito Juárez, il primo presidente del Messico di origine india.